# Trung tâm Bảo tồn Di tích Cố đô Huế

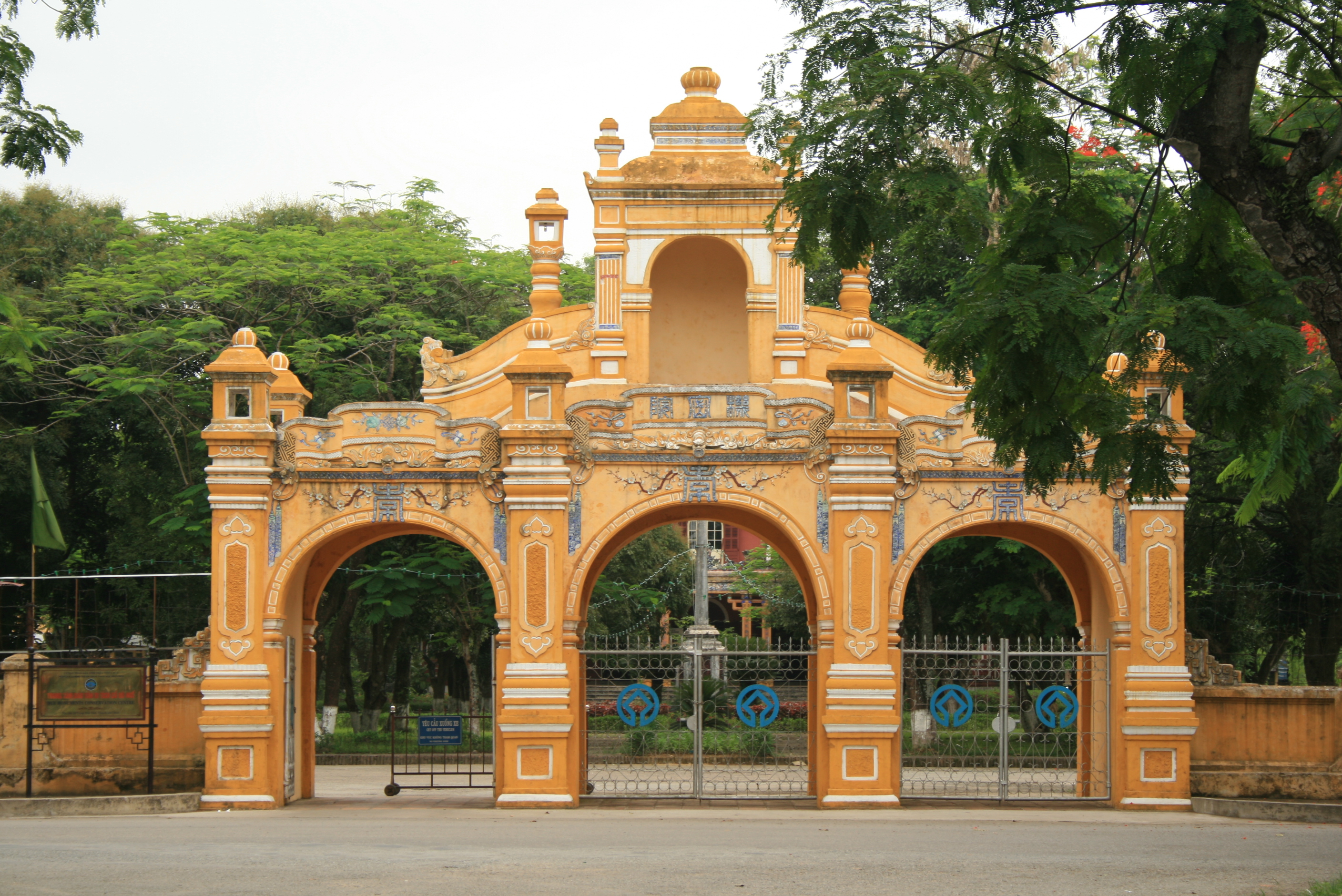
Trung tâm Bảo tồn Di tích Cố đô Huế

Trung tâm Bảo tồn Di tích Cố đô Huế được chính thức thành lập vào ngày 10/6/1982 với tên gọi lúc đầu là Công ty Quản lý Lịch sử Văn hóa Huế (1982-1992) sau mới đổi tên thành như hiện nay. Với những chức năng gồm: quản lý, bảo tồn và phát huy giá trị Quần thể di tích Cố đô Huế (được UNESCO công nhận là Di sản Văn hóa thế giới từ năm 1993), giá trị Nhã nhạc cung đình Huế - Âm nhạc Cung đình Việt Nam (được UNESCO công nhận là Di sản Phi vật thể Đại diện của Nhân loại năm 2003), giá trị Thơ văn trên kiến trúc cung đình Huế (được Ủy ban chương trình Ký ức Thế giới của UNESCO công nhận là Di sản Tư liệu Thế giới khu vực Châu Á- Thái Bình Dương) và cảnh quan môi trường gắn liền với quần thể di tích.